# Klakeh
Klakeh is een bestuurslaag in het regentschap Tuban van de provincie Oost-Java, Indonesië. Klakeh telt 1281 inwoners (volkstelling 2010).